# Francesc Xavier Llampilles
Francesc Xavier Llampilles (Mataró, 1731 – Sestri Levante, Itàlia, 1810) fou un erudit i religiós jesuïta. Fill de Josep de Cerdà i Güell i d'Antònia de Cerdà i Llampilles, fou batejat com a Francesc Xavier de Cerdà i de Cerdà, si bé posteriorment va abandonar el cognom Cerdà pel de Llampilles. Conegut en castellà com a Francisco Javier Lampillas.
Va pertànyer a la Companyia de Jesús i amb motiu de la seva expulsió d'Espanya per Carles III va haver de residir a Itàlia, on va explicar teologia a Ferrara. Va combatre els erudits jesuïtes italians Girolamo Tiraboschi i Saverio Bettinelli, que van culpar els espanyols per haver introduït a Itàlia el «mal gust literari», tot i que també refuta Pietro Napoli Signorelli i Francesco Saverio Quadrio, motiu pel qual publica el seu Saggio storico-apologetico della letteratura spagnuola (Gènova, 1778 – 1781, sis volums). Com que els dos primers el van replicar, va publicar les seves contrarèpliques en un setè volum de l'obra, publicat a Roma el 1781. L'escriptora il·lustrada i una de les primeres feministes espanyoles Josefa Amar y Borbón va traduir i publicar tota l'obra a Saragossa (1782 – 1789, set volums), amb el títol d'Ensayo histórico-apologético de la literatura española contra las opiniones preocupadas de algunos escritores modernos italianos.
El llibre es divideix en dissertacions i és de contingut polèmic; dedica una gran part a la literatura hispanollatina. Es mostra independent de judici en elogiar la comèdia espanyola del Segle d'Or espanyol i en discutir la teoria de les tres unitats aristotèliques. Pedro Estala li va retreure atrevir-se a jutjar obres llatines com millors que les gregues sense conèixer el grec.